# Christian Ahlgren (häradshövding)
Per Christian Ahlgren, född den 29 september 1869 i Landskrona, död den 13 juni 1954 i Lund, var en svensk jurist. Han var far till Torsten Ahlgren.
Ahlgren avlade mogenhetsexamen i Lund 1887 och juris utriusque kandidatexamen vid Lunds universitet 1892. Efter tingstjänstgöring och tjänstgöring i Svea hovrätt blev han assessor där 1904, konstituerad revisionssekreterare 1907 och revisionssekreterare 1909. Ahlgren var häradshövding i Torna och Bara domsaga 1916–1939. Han blev riddare av Nordstjärneorden 1910 och kommendör av andra klassen av samma orden 1924. Ahlgren vilar på Norra kyrkogården i Lund.